# Oxyopes javanus
Oxyopes javanus là một loài nhện trong họ Oxyopidae.
Loài này thuộc chi Oxyopes. Oxyopes javanus được Tord Tamerlan Teodor Thorell miêu tả năm 1887.